# سمفونی شماره ۴ (بتهوون)
سمفونی شماره ۴ در سی بمل ماژور، اپوس ۶۰، اثر لودویگ فان بتهوون، در سال ۱۸۰۶ ساخته شده‌ است و در مارس ۱۸۰۷ در یک کنسرت خصوصی در خانهٔ شاهزاده فرانتس یوزف فون لوبْکوویتس اجرا شد. اولین اجرای عمومی آوریل ۱۸۰۸ در بورگ‌تئاتر وین برگزار شد. نسخه‌های قطعاتِ ارکسترال در مارس ۱۸۰۹ منتشر شد، اما پارتیتور کامل تا سال ۱۸۲۱ انتشار نیافت. به عقیدهٔ مفسرین موسیقی، بتهوون در هنگام نوشتن این سمفونی، عاشق کنتس ترز برونسویک بود و ملودی‌های عاشقانه در این اثر را با آن مرتبط می‌دانند. سمفونی به‌طور کلی، روشن و شاد است، با سازهای سبک، که برای برخی از شنوندگان، سمفونی‌های یوزف هایدن را یادآوری می‌کند.
فرم و ساختار سمفونی در چهار موومان است. موومان اول در فرم سونات با تمپوی آداجیو با حرکتی آرام و تاریک در سی بمل  مینور به طغیانِ ناگهانی در سی بمل ماژور می‌رسد. موومان دوم با تمپوی آداجیو در می بمل ماژور، یک روندوی آهسته است و فیگور ریتمیکِ «تمِ اول» در سراسر موومان جریان دارد؛ مفسران موسیقی این موومان را «زیباترین موومان آهسته» در بین سمفونی‌های بتهوون می‌دانند. موومان سوم با تمپوی آلگرو در سی بمل ماژور است؛ فرم این قسمت منوئه است اما در قالب رسمی و سنتی منوئه قرار ندارد. موومان چهارم با تمپوی آلگرو در سی بمل ماژور است؛ این بخش شادتر از موومان‌های دیگر است اما نواهای غمگین نیز در بین آن به گوش می‌رسد.
بتهوون سمفونی را پس از فراز و نشیب‌های مختلف، سرانجام به کُنت فرانتس یوزف فون لوبْکوویتس تقدیم کرد. این سمفونی بیش از صد بار در استودیوها و اجرای کنسرت‌ها ضبط شده‌ است و اغلب به‌عنوان بخشی از چرخهٔ کامل سمفونی‌های بتهوون انتشار یافته‌ است.  سمفونی چهارم خاص است و شباهتی در بین سمفونی‌های قبلی و بعدی وی وجود ندارد. این اثر تحت‌الشعاع سمفونی‌های قدرتمندِ شماره ۳ و شماره ۵ قرار گرفت. اگر چه آهنگسازان بعدی مانند: هکتور برلیوز، فلیکس مندلسون و روبرت شومان این اثر را بسیار تحسین کردند، اما به اندازهٔ سایرِ سمفونی‌های وی  به‌طور گسترده در بین علاقه‌مندان موسیقی شناخته نشده‌ است.

## تاریخچه

### آهنگسازی

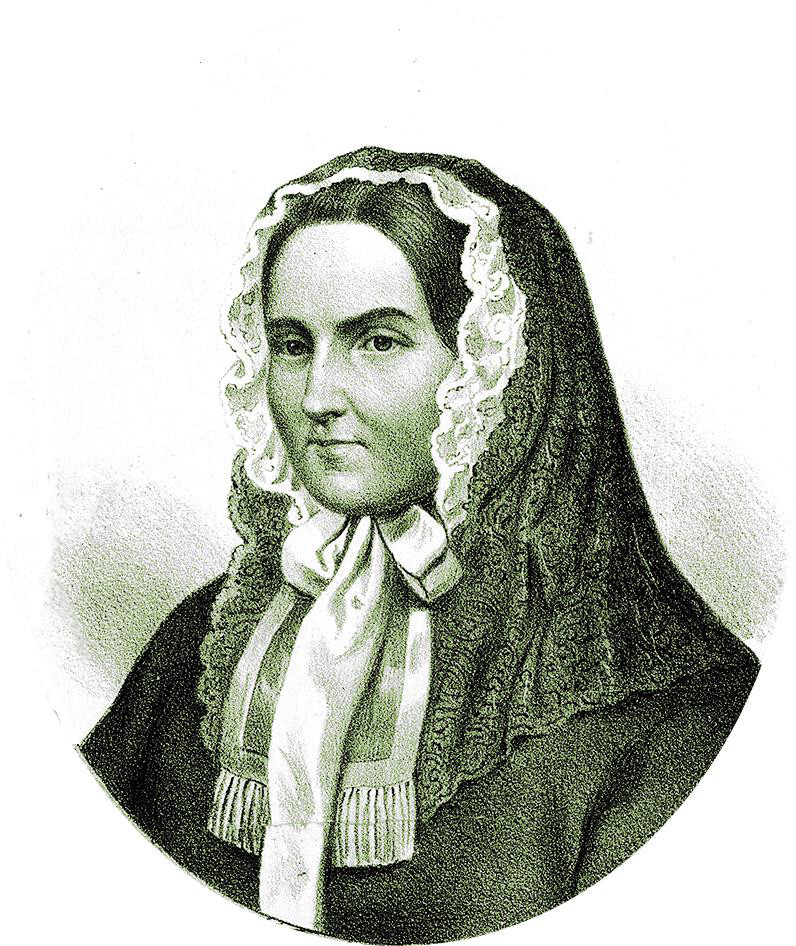
«تِرِز برونسویک»، معشوقهٔ بتهوون.

بتهوون تابستان ۱۸۰۶ را در املاکِ حامیان خود، شاهزاده لیچنوفسکی، در نزدیکی گووگوو گذراند. در سپتامبر، بتهوون و شاهزاده از خانهٔ یکی از دوستان مشترک خود به نام کنت فرانتس فون اوپِرسدورف دیدن کردند. کُنت یک ارکستر خصوصی در اختیار داشت و آهنگساز با اجرای سمفونی شماره ۲، که چهار سال پیش از آن نوشته شده بود، مورد تقدیر وی قرار گرفت. پس از آن، «اوپِرسدورف» به آهنگساز مبلغ قابل توجهی پیشنهاد داد تا سمفونی جدیدی برای او بنویسد.  سمفونی چهارم خاص است و شباهتی در بین سمفونی‌های قبلی و بعدی وی وجود ندارد. به عقیدهٔ مفسرین موسیقی، بتهوون در هنگام نوشتن این سمفونی، عاشق کنتس ترز برونسویک بود و ملودی‌های عاشقانه در این اثر را با آن مرتبط می‌دانند. به همین دلیل رومن رولان اظهار می‌دارد که علت اینکه بتهوون سمفونی پنجم را نیمه‌کاره رها کرد و به ساخت سمفونی چهارم پرداخت، این بود که «یک‌بار دیگر خوشبختی به روی او لبخند می‌زد». بتهوون خودش در بارهٔ وی می‌گوید:
| « | وقتی به‌یاد او هستم، مثل نخستین باری که او را دیدم، دلم به تپش می‌افتد … تو همچون فرشتگان زیبا و بزرگ بودی. | » |

### اجراهای اولیه

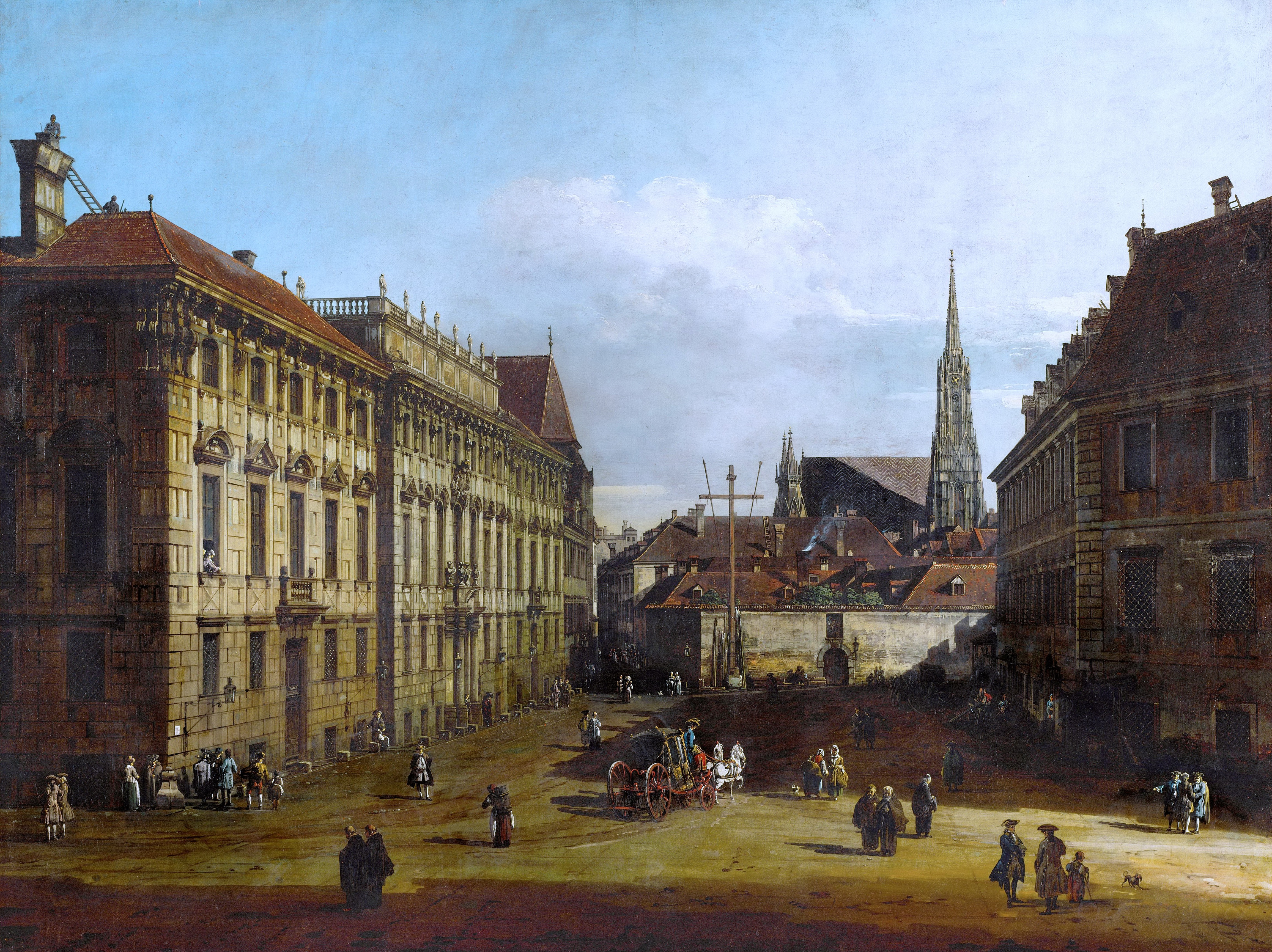
کاخ فرانتس یوزف فون لوبْکوویتس، محل اولین اجرای خصوصی سمفونی شماره ۳

سمفونی در مارس ۱۸۰۷ در یک کنسرت خصوصی در خانهٔ شاهزاده فرانتس یوزف فون لوبْکوویتس اجرا شد. اولین اجرای عمومی در آوریل ۱۸۰۸ در سالن بورگ‌تئاتر وین برگزار شد.

### تقدیم
داستان تقدیم سمفونی چهارم پر فراز و نشیب است و حکایت‌های تاریخی از بتهوون، این مطلب را تأیید می‌کند که با حامیانش بدرفتاری می‌کرد و پیاپی تقدیم آثار خود را از یک حامی به حامی دیگر تغییر می‌داد. سمفونی چهارم تقریباً همزمان با جدایی مشهور بتهوون از حامی دیرینهٔ خود شاهزاده کارل لیکنوفسکی ساخته شد. بتهوون روی آنچه که بعدها سمفونی پنجم نام گرفت مشغول کار بود، و نخستین هدف او شاید تکمیل آن برای سفارش از طرف کُنت اوپِرسدورف بوده است. چند تئوری وجود دارد که اگر چنین بود، پس چرا وی این کار را انجام نداد. به گفته جرج گروو، نیاز مالی، بتهوون را موظف کرد که سمفونی پنجم و پاستورال را به‌طور مشترک به شاهزاده فرانتس یوزف فون لوبْکوویتس و کنت «آندرئاس رازوموفسکی» ارائه دهد. با این حال با آنکه بتهوون دستمزد خود را دریافت کرده بود، اجرای اول را انجام نداد. بتهوون نت‌های سمفونی را برای «اوپِرسدورف» نفرستاد و فقط سمفونی را به وی اهدا کرد.

### نسخه‌های خطی و چاپی
قطعات ارکسترال در مارس ۱۸۰۹ منتشر شد، اما پارتیتور کامل تا سال ۱۸۲۱ انتشار نیافت. این نسخهٔ خطی، مدتی متعلق به فلیکس مندلسون بود، و هم‌اکنون در کتابخانه دولتی برلین قرار دارد و می‌توان آن را آنلاین مشاهده کرد.

## فرم و ساختار

### سازبندی
| جدول کامل سرعت، میزان‌بندی، مترونوم و گام‌ها | جدول کامل سرعت، میزان‌بندی، مترونوم و گام‌ها        | جدول کامل سرعت، میزان‌بندی، مترونوم و گام‌ها | جدول کامل سرعت، میزان‌بندی، مترونوم و گام‌ها | جدول کامل سرعت، میزان‌بندی، مترونوم و گام‌ها |
| موومان                                     | سرعت                                              | میزان                                      | مترونوم                                    | گام                                        |
| ------------------------------------------ | ------------------------------------------------- | ------------------------------------------ | ------------------------------------------ | ------------------------------------------ |
| I                                          | آداجیو آلگرو ویواچه                               | (4 ) 2 4                                   | 66 = 80 =                                  | سی بمل مینور سی بمل ماژور                  |
| II                                         | آداجیو                                            | 3 4                                        | 84 =                                       | می بمل ماژور                               |
| III                                        | آلگرو مولتو اِ ویواجه آن پوکو منو آلگرو تمپو پریمو | 3 4                                        | 100 = . 88 = . 100 = .                     | سی بمل ماژور                               |
| IV                                         | آلگرو ما نون تروپو                                | 2 4                                        | 80 =                                       | سی بمل ماژور                               |

سازهای سمفونی چهارم عبارتند از:
- سازهای بادی چوبی :

۱ فلوت، ۲ ابوا، ۲ کلارینت (در «سی بمل»)، ۲ فاگوت
- سازهای بادی برنجی:

۲ هورن (در «سی بمل و می بمل»)، ۲ ترومپت (در «سی بمل و می بمل»)
- سازهای کوبه‌ای:

تیمپانی
- سازهای زهی:

ویولن (۱و۲)، ویولا، ویولنسل، کنترباس

### موومان‌ها
سمفونی چهارم دارای چهار موومان است که به ترتیب عبارتند از:
I. آداجیو، آلگرو ویواچه (2
2)، در سی بمل  مینور و سی بمل ماژور
II. آداجیو (3
4)، در می بمل ماژور
III. آلگرو ویواچه (3
4)، در سی بمل ماژور
IV. آلگرو ما نون تروپو (2
4)، در سی بمل ماژور
اجرای این اثر معمولاً بین ۳۰ تا ۳۵ دقیقه طول می‌کشد.

#### موومان اول
از ۹ سمفونی بتهوون، این موومان مانند سمفونی‌های «شماره یک»، «شماره دو» و «شماره هفت»، مقدمهٔ آهسته‌ای دارد. آرام و تاریک در سی بمل مینور شروع می‌شود و موسیقی به تدریج خود را به سوی نور (مینور به ماژور) می‌برد، لحظه‌ای حیاتی که قبل از بازگشت به تم اصلی و طغیانِ ناگهانی، موسیقی انتظاری خاموش را برجسته می‌کند. لئونارد برنستاین شروع موومان را اینگونه توصیف می‌کند: «مقدمه‌ای اسرارآمیز که در اطراف گام مینور شناور است، چنگ انداختن به این تنش از طریق گام‌های نامتقارن و بی‌انگیزه، تمایل به کنارآمدن و درنهایت استقرار در سی بمل ماژور دارد».
مقدمهٔ آهسته ۳۸ میزان طول دارد و به دنبال آن با یک آکورد فا ماژور با شدت فورتیسیمو به بخش آلگرو ویواچه و معرفی سوژهٔ اصلی، وارد می‌شود:

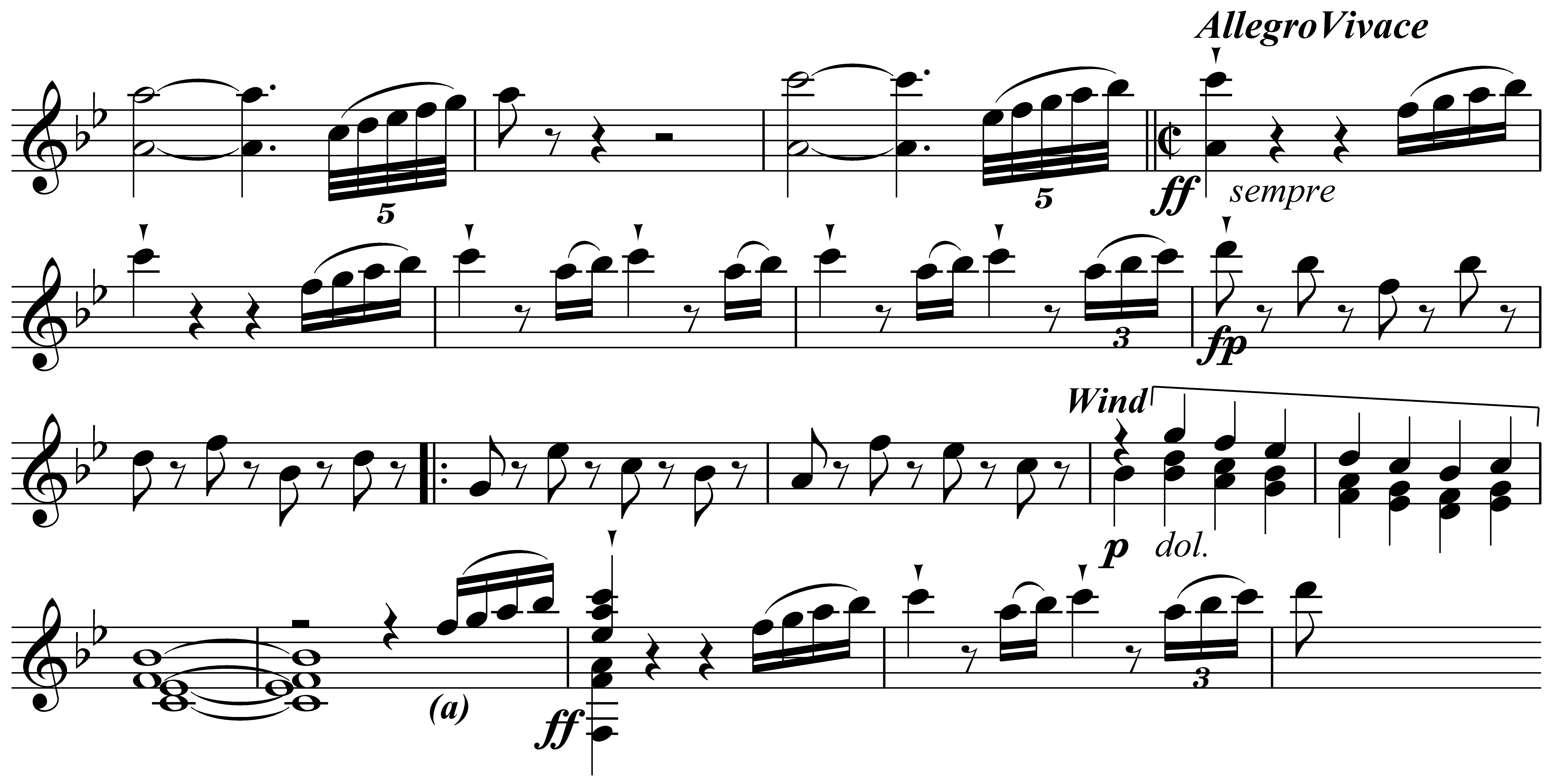
تم اصلی موومان اول

این موومان در فرم سونات است. پس از معرفی «تم اول»، آهنگِ رابطی اجرا می‌شود که به نقل از هکتور برلیوز، به اندازهٔ رابطِ بینِ موومان سوم و چهارم سمفونی پنج، اهمیت دارد. «تم دوم» به صورت کانن توسط سازهای بادی اجرا می‌شود. تم دوم، به قول «دونالد تووی»، «مکالمه‌ای بین فاگوت، اوبوا و فلوت است». و در ادامه با بسط و گسترش تم اول و دوم، قطعه به پایان می‌رسد. «ری‌اکسپوزیسیون» (بازگشایش) و کدا در این موومان، از فرم معمول موسیقی کلاسیک پیروی می‌کند.

#### موومان دوم
این قسمت را کارشناسان موسیقی زیباترین موومان آهسته در بین سمفونی‌های بتهوون می‌دانند. موومان دارای یک روندوی آهسته است و فیگور ریتمیکِ «تمِ اول» در سراسر موومان جریان دارد. «دونالد تووی» اولین اپیزود (یا «تم دوم») را «یک ملودی هنوز لطیف‌تر» می‌نامد.

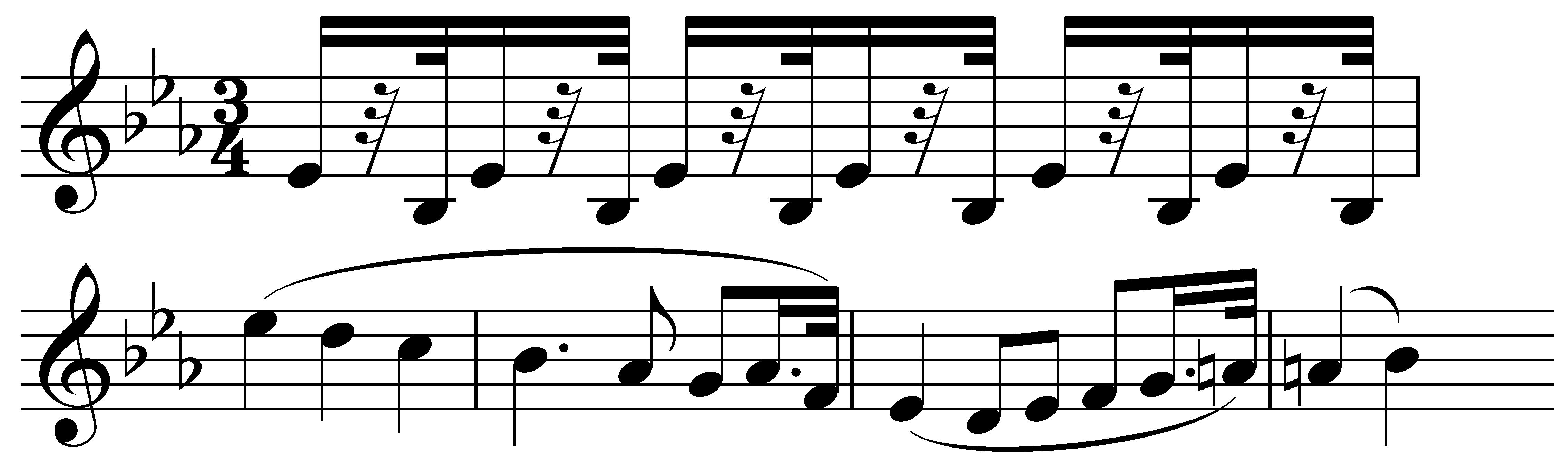
فیگور ریتمیک و تم اول

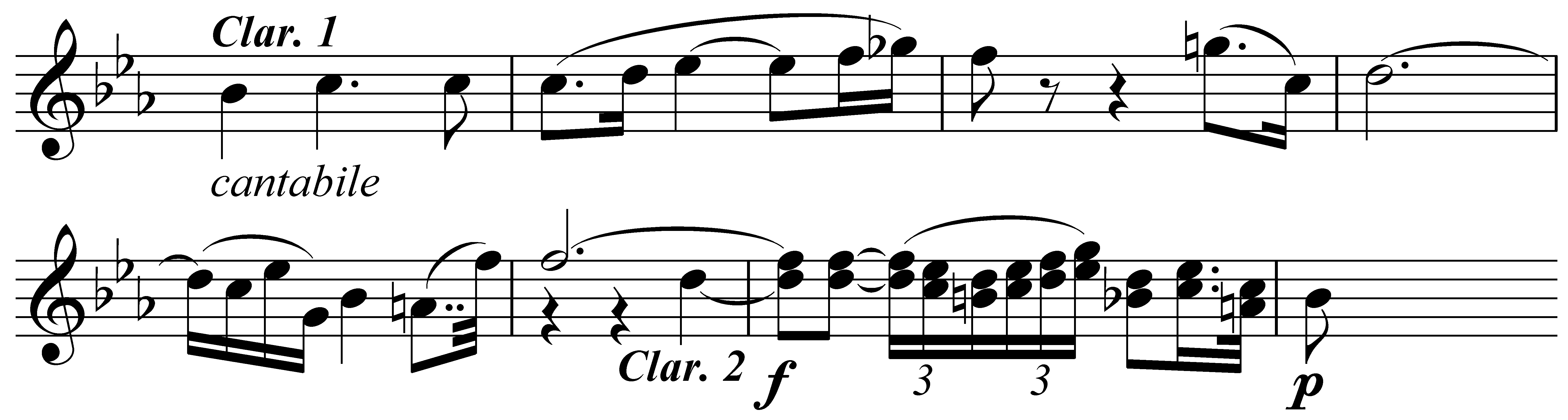
تم دوم

سپس «تم اول» با واریاسیون‌های استادانه‌ای بازمی‌گردد. پس از آن یک «قسمت میانی» و در ادامه، ورود تم اصلی با ظاهری متفاوت، این بار توسط فلوت اجرا می‌شود. ری‌اکسپوزیسیون توسط کدایی دنبال می‌شود که با تم ریتمیک اول و ظهور تیمپانی، باعث تمایل و حرکت به فینال می‌شود تا موومان به پایان برسد. «آرامش و لطافت این موومان، نشانه‌ای از نهایتِ ذوق و احساس بتهوون است».

#### موومان سوم
در این قسمت بتهوون به جای اسکرتسو، مجدداً از فرم منوئه استفاده کرده‌ است. موومان سوم در «سی بمل ماژور» است و در بیشتر پارتیتورهای چاپی عنوانِ منوئه در راس صفحه درج شده‌ است، اما در نسخهٔ اصلی بتهوون، این عنوان دیده نمی‌شود.

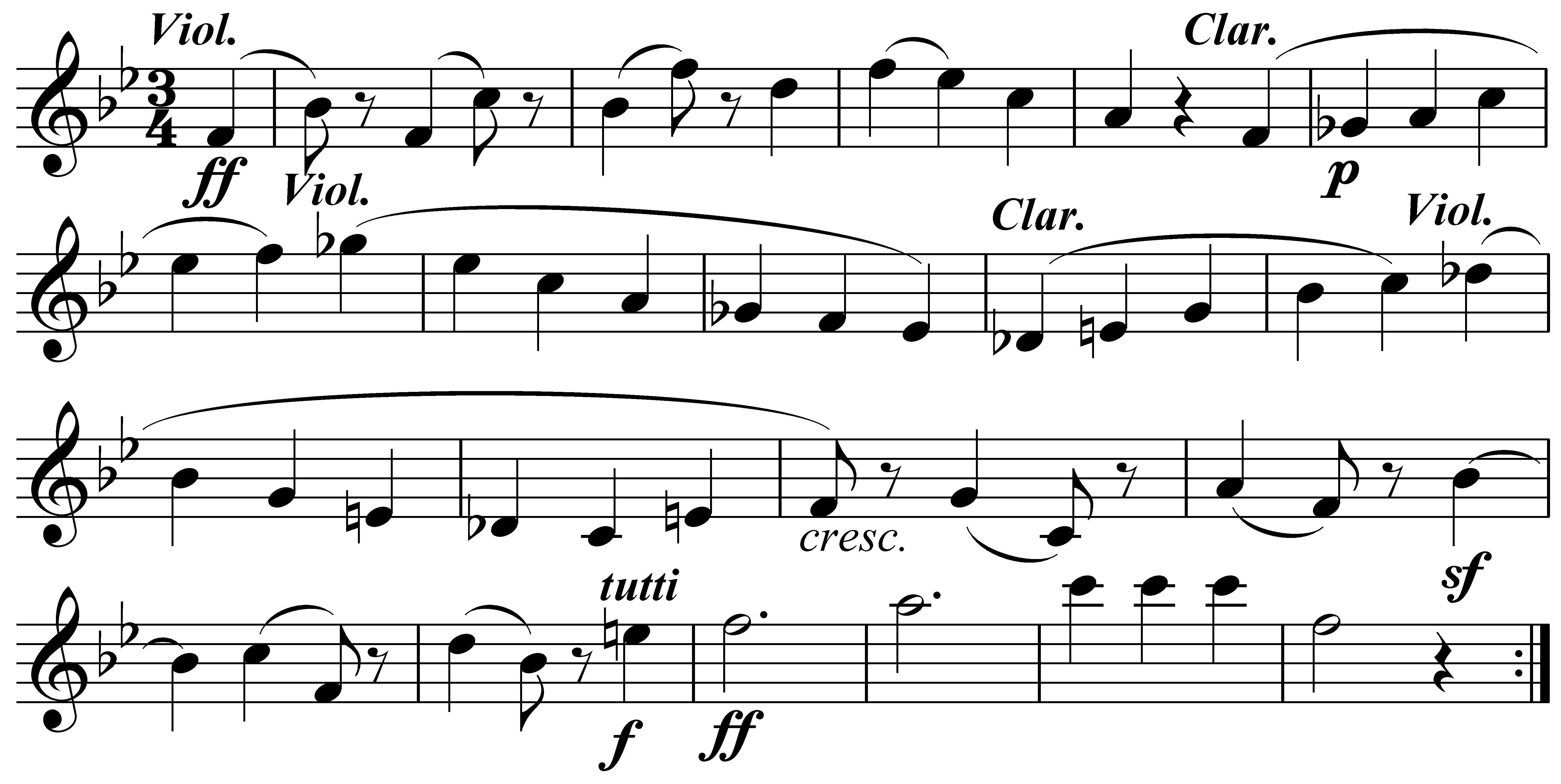
تم اصلی

نشان سرعت، آلگرو ویواچه (تند و سریع) است، و در ابتدا قرار بود «آلگرو مولتو ویواچه» (تند و بسیار سریع) باشد، اما بتهوون «مولتو» (بسیار) را در نسخهٔ دست‌نویس خود حذف کرد و علامت‌گذاری مترونوم را به حداقل (۱۰۰ = ) رساند، زیرا در آن سرعتِ زیاد، اجرای یک منوئه سنتی غیرممکن خواهد بود.
هایدن پیشتر آرزو کرده بود که «کسی به ما نشان دهد که چگونه یک منوئهٔ جدید درست کنیم» و در این سمفونی، «بتهوون مانند سمفونی اول، روح منوئهٔ پیشینیان خود را رها کرد، تمپو را افزایش داد، قالب رسمی و کهن آن را شکست و از یک لحنِ رقصِ صِرف، اسکرتسو به‌وجود آورد». در سمفونی چهارم (و بعداً در هفتم)، بتهوون از تکرار سه‌گانهٔ (منوئه-تریو-منوئه)، به سه‌گانهٔ (منوئه-تریو-اسکرتسو) روی آورد و از فرمِ سنتی خارج شد. تکرارِ نهایی به اسکرتسو خلاصه می‌شود.

#### موومان چهارم
قسمت چهارم شادتر از موومان‌های دیگر است اما نواهای غمگین نیز در بین آن به گوش می‌رسد. علامت سرعت «آلگرو مَ نُون تِروپو» است و این مانند موومان سوم، یک تفسیر از طرف بتهوون است: علامتِ سرعت اصلی «آلگرو» (تند)، در نسخهٔ دست‌نویس معتبر نیست، چرا که آهنگساز با خط قرمز «مَ نُون تِروپو» (به معنی نه خیلی زیاد) را به آن اضافه کرده‌است.

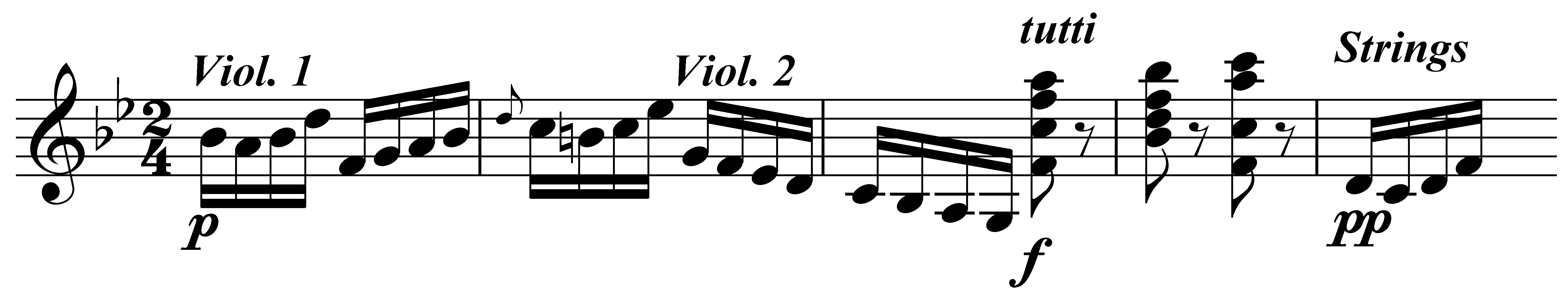
تم اصلی

بتهوون پس از حدود ۳۴۰ میزان، از آنچه گروو یک «حرکت همیشگی سیار» توصیف می‌کند، سمفونی را با سیستم هایدنی اجرا می‌کند که قبل از شکوفایی فینال در فورتیسیمو، تم اصلی را منقطع با نیمی از سرعت متوقف می‌کند. این موومان روشِ «بازیگوشانه‌ای» دارد و آهنگساز خودش آن را «بی بندوباری» خوانده‌ است.

## نقد و تاثیر
... سمفونی چهارم بتهوون … همچون گل زیبائیست که عطر این روزهای پرآرامش زندگانی او را در خود محفوظ نگه داشته است، در این سمفونی مخصوصاً این نکته قابل توجه است که بتهوون سعی کرده است افکار و نبوغ هنری خود را با قالب‌ها و اَشکالِ کلاسیک که از موسیقیدانان پیش از او باقی مانده بود، سازش دهد. همین فکرِ سازش که محصول این عشق جدیدِ (ترز برونسویک) بتهوون بود، در روش زندگی این زمانِ او هم، اثری محسوس گذاشته بود.

رومن رولان
سمفونی به‌طور کلی، روشن و شاد است، با سازهای سبک، که برای برخی از شنوندگان، سمفونی‌های یوزف هایدن را یادآوری می‌کند، که بتهوون یک دهه قبل از آن، نزد وی تحصیل کرده بود. جرج گروو در تفسیری اظهار نظری کرده‌ است مبنی بر اینکه هایدن که هنوز در هنگام اجرای نخستین سمفونی جدید زنده مانده بود، احتمالاً این کار را به دلیل نزدیکی به سلیقه‌اش، بسیار قوی می‌یافت. سمفونی چهارم با سبک بتهوون در سمفونی سوم در تضاد است و گاهی تحت‌الشعاع «اثر عظیم و آتشین» خودش، سمفونی پنجم قرار گرفته‌است.

نقدها و نظرات در مورد سمفونی و آهنگساز، ابتدا از اجراهای اولیه نقل می‌شود. کارل ماریا فون وبر (کسی که هرگز بتهوون را تحسین نکرد)، نوشت:
ابتدا حرکت آهسته و پر از ایده‌های ناپیوستهٔ کوتاه به سرعت سه یا چهار نت در هر ربع ساعت انجام دهید، سپس توالی مرموزِ یک طبل و گذر از ویولاها، مقدار مناسبی مکث با چاشنی ریتارداندو، و پایان دادن به یک فینال خشمگین، که تنها ضرورتِ آن این است که هیچ ایده‌ای برای شنونده وجود نداشته باشد، اما تعداد زیادی مدولاسیون از یک کلید به کلید دیگر - به‌طور همزمان به نت جدید! هرگز مراقب تعدیل نباشید! - بالاتر از همه چیز، قوانین را به باد بسپارید، زیرا آنها فقط یک نابغه را بازمی‌دارند.
منتقدان دیگر، کمتر نظر خصمانه داشتند و از «غنای ایده‌ها، اصالتِ جسورانه و قدرت کاملِ آهنگسازی» یاد می‌کردند.آنتون شیندلر زندگینامه‌نویسِ بتهوون، سمفونی چهارم را از همان آغاز به‌عنوان موفقیتی بزرگ یاد کرد، گرچه محققان بعدی دربارهٔ صحتِ اظهارات وی، ابراز تردید کردند.
هکتور برلیوز، از معاصرانِ جوانِ دوران بتهوون، در زمانی که مشغول نوشتن نقد موسیقی بود، سمفونی چهارم کمتر از سمفونی‌های دیگر بتهوون اجرا می‌شد، با این وجود، وقتی سمفونی را شنید، نوشت: «موومان آهسته، معماری میکائیل است و نه یک انسان». گفته می‌شود رابرت شومان چهارمین سمفونی را «یک دوشیزهٔ باریک‌اندامِ یونانی بین دو غولِ اسکاندیناوی» نامیده است، و این تأثیر مهمی در سمفونی اول او داشت. مارک فِرگاتو (موسیقیدان) در سال ۲۰۱۲ با مطالعه‌ای درمورد سمفونی، در مورد اینکه آیا این عبارت نسبت داده شده به شومان قابل اعتماد است، تردید می‌کند. فِرگاتو نشان می‌دهد که تفسیر گروو، یادآوری غلط یا سوء برداشت از اظهارات شومان است. مندلسون عاشق چهارم بود و هنگامی که رهبر ارکستر گواندهاوس بود، سمفونی را برنامه‌ریزی و اجرا کرد، اما شور و شوق آنها توسط مردم به‌طور گسترده مورد استقبال قرار نگرفت. در سال ۱۸۳۸، لوئیس دزیرو ورون مدیر اپرای فرانسوی، چهارمین را متعالی نامید و ابراز تأسف کرد که در پاریس، صرفاً مورد غفلت قرار نگرفت بلکه مورد تردید قرار گرفت. در سال ۱۸۹۶، گروو اظهار داشت که «این اثر نسبت به برخی از برجسته‌ترین آثار بتهوون، با کم توجهی روبرو شده است».
در قرن بیستم، نویسندگان همچنان تقابلِ چهارم را با سمفونی سوم و پنجم در پیش گرفتند. در مطالعهٔ چهارمین مقاله‌ای که در سال ۲۰۱۲ نوشته شده ا ست، «مارک فرگاتو» شرح این کار را در سال ۱۹۹۴، چنین نقل می‌کند: «یک درهٔ غنی و سرشار از روشنی … میان دو قلهٔ یین و یانگ (سمفونی سوم و پنجم) ساخته شده است». به گفتهٔ رابرت گرینبرگ از «هنرستان موسیقی سان فرانسیسکو»:
اگر هرکدام از معاصران بتهوون این سمفونی را نوشته بودند، به آن توجه می‌کردند که کار یک آهنگساز است، او را برای همیشه به خاطر این سمفونی به یاد می‌آورند و این سمفونی را اغلب به‌عنوان نمونه‌ای از کار عالی آن آهنگساز اجرا می‌کردند. همان‌طور که برای بتهوون انجام دادند، این اثر در جستجوی مخاطب است، این کمترین شناخت و کمترین قدردانی از این نُه سمفونی است.

## ضبط‌ها
این سمفونی بیش از صد بار در استودیوها و اجرای کنسرت‌ها ضبط شده‌است. ضبط‌های اولیه بیشتر به صورت مجموعه‌های مجزا منتشر می‌شدند، که گاه با سمفونی دیگری از بتهوون، مانند سری دوم همراه بود. اخیراً ضبط‌های چهارم اغلب به‌عنوان بخشی از چرخهٔ کامل سمفونی‌های بتهوون انتشار یافته‌ است.
ضبط‌های ساخته‌شده با صدای مونو، در دورهٔ دیسک‌های ۷۸ دور در دقیقه، در مجموعه‌ای شامل: اجرای «ارکستر فیلارمونیک لندن» به رهبری فلیکس واینگارتنر (۱۹۳۳)، و نسخهٔ ۱۹۳۹ توسط «ارکستر سمفونیک بی‌بی‌سی» به رهبری آرتورو توسکانینی اجرا شده‌است، ضبط‌هایی از دههٔ ۱۹۴۰ به رهبری ویلم مینگلبرخ، سرگئی کوسیویتسکی و سر توماس بیچام انجام شد، همچنین این اثر در نسخه‌هایی از اوایل دههٔ ۱۹۵۰، تحت رهبری گئورگ شولتی (۱۹۵۱) و ویلهلم فورت‌ونگلر (۱۹۵۲)، اجرا و ضبط شده‌است.
ضبط‌های مربوط به دورهٔ صدای استریو (اواسط دههٔ ۵۰ تا ۱۹۷۰)، شامل مواردی توسط: اتو کلمپرر (۱۹۵۷)، پیر مونتوکس (۱۹۵۹)، هربرت فون کارایان (۱۹۶۳) و هانس اشمیت (۱۹۶۶)، انجام شده‌ است.
در اواخر دهۀ ۵۰ و اوایل دهۀ ۱۹۶۰ اولین ضبط‌ها بر اساس ایده‌های موسیقی‌شناسی متاخر، از اجرای معتبر شبیه اوایلِ قرن نوزدهم مشاهده شد: هرمان شرشن (۱۹۵۸) و رنه لیبوویتز (۱۹۶۱)، مجموعه سمفونی‌هایی را که سعی در دنبال کردن ایده‌های بتهوون داشتند، انجام دادند، از جمله علائم مترونوم بتهوون، که در آن زمان بسیار سریع و غیرممکن به‌نظر می‌رسید. این تلاش‌های پیشگام در دهه‌های بعد با ضبط‌کردنِ آنچه که در حال حاضر به‌عنوان سبک معتبرِ اجرا با سازهای قدیمی توسط گروه‌های تخصصی تلقی می‌شد، دنبال می‌شدند. یا همانندسازی از آنها با اجرای تقریباً نیم‌پرده پایین‌تر در کنسرت مدرن. از جمله مجریان چنین نسخه‌هایی از سمفونی چهارم می‌توان به کریستوفر هاگ‌وود (۱۹۸۶)، راجر نوریتونتون (۱۹۸۸)، «فرانس بروژگن» (۱۹۹۱) و جان الیوت گاردینر (۱۹۹۴) اشاره کرد.
اخیراً برخی از رهبران ارکسترهای مدرن یا ارکستر مجلسی، سمفونی چهارم را ضبط کرده‌اند (به همراه سایر سمفونی‌های بتهوون)، که درجات و مراتب بیشتر یا کمتری از روش‌های گروه‌های تخصصی ترسیم کرده‌اند. از جمله این موارد می‌توان به نیکلاوس هارننکور (۱۹۹۲) و چارلز مکرس (۲۰۰۷) اشاره کرد. در نظرسنجی از تمام ضبط‌های موجود در سال ۲۰۱۵ که برای «رادیو بی‌بی‌سی ۳» انجام شد، نسخه‌های اجرای برتر در این گروه قرار دارند: «ارکستر  تونهال زوریخ» به رهبری دیوید زینمن، و در بین مجریان ضبط‌های سنتی‌تر می‌توان به لئونارد برنستاین (۱۹۸۰)، کلودیو آبادو (۲۰۰۰) و برنارد هایتینک (۲۰۰۶) اشاره کرد.

## پی‌نوشت‌ها

### یادداشت
1. ↑  Prince Lobkowitz
2. ↑  Franz von Oppersdorff
3. ↑  از دستمزدهای مختلفی مانند «۳۵۰ فلورین» و «۵۰۰ گلدن» نام برده می‌شود.[۲][۳]  بعدها بتهوون مبلغ جداگانۀ «۱۵۰۰ گلدن» را از ناشر دریافت کرد. این مبلغ حق انتشار سمفونی را به همراه چهارمین کنسرتو پیانو، سه کوارتت رازوموفسکی، کنسرتوی ویولن و اورتور کوریولان در بر می‌گرفت.[۴]
4. ↑  Teréz Brunszvik
5. ↑  «ایگناتزفن سیفرید» و «گریپلار تزر» که در آن زمان بتهوون را مشاهده کرده‌اند، گفته‌اند: «حالت خوشی دارد، چابک، شادمان و خوش‌خلق است، در مجامع رفتاری مودبانه دارد، ناسازگاری‌ها را تحمل می‌کند، زیبا لباس می‌پوشد، وضعِ ظاهری او طوریست که به هیچ‌وجه ناشنوایی‌اش به نظر نمی‌رسد، و به‌جز ضعف چشمانش، ضعف دیگری در او مشاهده نمی‌شود».[۷]
6. ↑  Joseph Franz von Lobkowitz
7. ↑  Karl Lichnowsky
8. ↑  لیکنوفسکی در سال‌های اولیهٔ اقامت در وین، از حامیان سرسختِ بتهوون شد و از سال ۱۸۰۰ تا ۱۸۰۷ به او حقوق ماهیانه می‌داد. این رابطه زمانی قطع شد که بتهوون درخواست لیکنوفسکی برای بداهه‌نوازی با پیانو در مهمانی شام (با حضورِ سربازان فرانسوی) را رد کرد.[۱۱]
9. ↑  Andrey Razumovsky
10. ↑  بتهوون مجبور شد بخاطر نقض توافقنامهٔ خود از اوپِرسدورف عذرخواهی کند. تاکنون مشخص نشده که آیا «ارکستر اوپِرسدورف» کار را اجرا کرده است یا خیر.[۱۲]
11. ↑  Skidmore College Orchestra
12. ↑  همچنین زمان اجرا توسط مجریان، تحت تأثیر تصمیمِ اجرا یا حذف تکرارِ اکسپوزیسیون در موومان اول قرار می‌گیرد و این امر حدود ۲:۳۰ دقیقه اختلاف ایجاد می‌کند. نمونه‌هایی از نسخه‌های ذکر شده در بخش ضبط عبارتند از: کلمپرر و «مونتوکس» که تکرار را اجرا می‌کنند و اولین موومان آنها به ترتیب به مدت ۱۲:۲۸ و ۱۲:۳۷ دقیقه به طول می‌انجامد. در مقایسه با توسکانینی و کارایان، که تکرار را اجرا نمی‌کنند، به ترتیب ۹:۵۷ و ۹:۵۵ دقیقه است. در کل زمان اجرای سمفونی در این چهار ضبط به ترتیب ۳۵:۴۹، ۳۴:۱۰، ۲۹:۵۹ و ۳۱:۰۹ دقیقه است.[۱۸]
13. ↑   Donald Tovey
14. ↑  در اروئیکا موومان‌ها به ترتیب شامل: ۶۹۱، ۲۴۷، ۴۴۲ و ۴۷۳ میزان است. موومان‌های سمفونی چهارم به ترتیب از: ۴۹۸، ۱۰۴، ۳۹۷ و ۳۵۵ میزان تشکیل شده‌است، سمفونی چهارم ۴۹۹ میزان کم‌تر از سمفونی سوم است.[۳۹]
15. ↑  Mark Ferraguto
16. ↑  Louis-Désiré Véron
17. ↑  Mark Ferraguto
18. ↑   San Francisco Conservatory of Music
19. ↑   Pierre Monteux
20. ↑  Hans Schmidt-Isserstedt
21. ↑  René Leibowitz
22. ↑  Roger Norrington
23. ↑  Frans Brüggen
24. ↑  Zurich Tonhalle Orchestra
25. ↑  David Zinman

#### فارسی
- رولان، رومن (۱۳۵۸). زندگانی بتهوون. ترجمهٔ محمود تفضلی. انتشارات امیرکبیر.
- حسنی، سعدی (۱۳۶۳). تفسیر موسیقی. ج. ۱ و ۲. تهران: انتشارات صفی‌علیشاه.

#### انگلیسی
- Netl, Paul (1976). Beethoven Handbook. New York: Frederick Ungar.
- Thompson, Oscar (1935). How to Understand Music. New York: Dial Press. OCLC 377014.
- Grove, George (1903) [1896]. Beethoven and His Nine Symphonies. Novello. OCLC 491303365.
- Anderson, Emily (1985). The Letters of Beethoven. Vol. 3. London: Macmillan. ISBN 978-0-333-39833-3.
- Steinberg, Michael (1995). The Symphony: A Listener's Guide. Oxford: Oxford University Press. ISBN 978-0-19-506177-2.
- Lockwood, Lewis (2017). Beethoven's Symphonies: An Artistic Vision. New York: W. W. Norton. ISBN 978-0-393-35385-3.
- Greenberg, Robert (2003). The Symphonies of Beethoven. Part 2 of 4. Chantilly: Teaching Company. ISBN 978-1-56585-700-1.
- Ford, Gary (2001). RED Classical Catalogue. London: Retail Entertainment Data Publishing and Gramophone. ISBN 978-1-900105-22-4.
- Tovey, Donald (1990). Symphonies and Other Orchestral Works. Oxford and New York: Oxford University Press. ISBN 978-0-19-315147-5.
- Taruskin, Richard (1995). Text and Act: Essays on Music and Performance. New York: Oxford University Press. ISBN 978-0-19-509458-9.
- March, Ivan; Edward Greenfield; Robert Layton; Paul Czajkowski (2008). The Penguin Guide to Recorded Classical Music. London: Penguin. ISBN 978-0-1410-3336-5.
- Ferraguto, Mark Christopher (2012). Beethoven's Fourth Symphony: Reception, Aesthetics, Performance History (PDF). Ithaca: Cornell University. OCLC 826932734.
- Noorduin, Marten A (2016). Beethoven's Tempo Indications (PDF). Manchester: University of Manchester. OCLC 1064358078. Archived (PDF) from the original on 26 August 2019. Retrieved 15 March 2020.